# Przemysław Witkowski (dziennikarz)
Przemysław Andrzej Witkowski (ur. 17 stycznia 1982 we Wrocławiu) – polski dziennikarz, publicysta i poeta, absolwent stosunków międzynarodowych na Uniwersytecie Wrocławskim, doktor nauk humanistycznych w zakresie nauk o polityce, nauczyciel akademicki, w 2024 doradca ministra Bartłomieja Sienkiewicza w gabinecie politycznym Ministra Kultury i Dziedzictwa Narodowego, od połowy 2024 zastępca dyrektora w Instytucie Myśli Politycznej im. Gabriela Narutowicza.

## Życiorys

### Wykłady
Wykładał w Instytucie Studiów Międzynarodowych, Akademii Wojsk Lądowych im. gen. Tadeusza Kościuszki, Uczelni Techniczno-Handlowej im. Heleny Chodkowskiej, Dolnośląskiej Szkole Wyższej we Wrocławiu i Instytucie Dziennikarstwa i Komunikacji Społecznej Uniwersytetu Wrocławskiego. Występował z wykładami również na Uniwersytecie Adama Mickiewicza w Poznaniu i Uniwersytecie Jagiellońskim w Krakowie. Obecnie uczy w Instytucie Kultury Polskiej Uniwersytetu Warszawskiego i Collegium Civitas w Warszawie, gdzie pracuje na stanowisku adiunkta w Instytucie Nauk Politycznych i Stosunków Międzynarodowych.

### Badania
W 2011 obronił na Uniwersytecie Wrocławskim doktorat pt. Lewica radykalna w Polsce, Republice Federalnej Niemiec i Zjednoczonym Królestwie Wielkiej Brytanii wobec Unii Europejskiej w latach 1992–2009, przygotowany pod kierunkiem Elżbiety Stadtmüller.
Jest specjalistą od ruchów i grup radykalnych, zarówno lewicowych, jak i prawicowych, również tych o charakterze mieszanym. Zajmuje się także związkami ideologii i popkultury w filmie, serialu telewizyjnym, komiksie, muzyce rozrywkowej, ze szczególnym naciskiem na propagandę polityczną, w szczególności polską oraz kwestiami mniejszości etnicznych i religijnych w Polsce i regionie, a także ich znaczeniu politycznym.
Współpracuje z amerykańskim think tankiem Counter Extremism Project i holenderskim International Centre for Counter-Terrorism, jest ekspertem inicjatywy Radicalisation Awareness Network działającej przy Komisji Europejskiej.

### Publicystyka
Publikował w gazetach takich jak: „Polityka”, „Krytyka Polityczna”, „Przegląd”, „Trybuna”, „Bez Dogmatu”, „Gazeta Wyborcza”, „Przekrój”, „Odra”, „Vice”, „Dialog”, „Polska. The Times” oraz w polskiej edycji „Le Monde diplomatique” i portalu OKO.press, a także „Visegrad Insight” i „Prosa”. Jest członkiem zespołu Krytyki Politycznej.

### Twórczość literacka
Publikował wiersze w pismach takich jak: „Twórczość”, „Tygodnik Powszechny”, „Gazeta Wyborcza”, „Odra”, „Wakat”, „Kresy”, „Akcent”, „Tygiel Kultury”, „Pogranicza”, „Topos”, „Portret”. Współredagował młodopoetycką antologię dolnośląską Ziemie uzyskane. Tłumaczył teksty PJ Harvey do spektaklu muzycznego Route 67/Jeśli tylko tyle jest duetu Justyna Wasilewska/Thomas Harzem, który wystawiony został podczas 31. Przeglądu Piosenki Aktorskiej. W latach 2008–2016 redagował „młodoliteracki” dział miesięcznika „Odra” (8. Arkusz Odry). W latach 2008–2016 organizował we Wrocławiu Mikrofestiwal Nowej Literatury Polskiej. Występował na największych polskich festiwalach poetyckich takich jak Port Literacki Wrocław, Manifestacje Poetyckie, Poznań Poetów i na szczecińskim festiwalu teatralnym Kontrapunkt. Jego wiersze tłumaczono na słowacki, angielski, francuski, ukraiński, serbski, węgierski i czeski.

## Życie prywatne
Syn prof. Andrzeja Witkowskiego. W 2009 zawarł z poetką Iloną Jakubowską małżeństwo humanistyczne, ceremonię pod patronatem Polskiego Stowarzyszenia Racjonalistów. W 2015 roku rozwiedli się. Mieszka we Wrocławiu i Warszawie.
25 lipca 2019 został pobity we Wrocławiu na wysokości Mostów Trzebnickich z powodu przeciwstawienia się homofobicznym, nienawistnym hasłom. Sprawca, który został zatrzymany kilka dni później, złamał mu kość jarzmową i nos. W listopadzie 2019 roku sąd skazał Macieja K. za pobicie Witkowskiego na rok bezwzględnego więzienia i 5 tys. złotych grzywny.

## Publikacje

### Poezja
- Lekkie czasy ciężkich chorób – Biuro Literackie, Wrocław 2009
- Preparaty – Biuro Literackie, Wrocław 2010
- D’une ville l’autre/Z miasta w miasto, nuit myrtide, Lille 2013 (wraz z Dimitrim Vazemskym(inne języki));
- Taniec i Akwizycja – Warstwy, Wrocław 2017

### Eseje
- Chwała supermanom. Ideologia a popkultura[24] – Książka i Prasa, Warszawa 2017

### Monografie naukowe
- Laboratorium przemocy. Polityczna historia Romów [25] – Książka i Prasa, Warszawa 2020, ISBN  9788366615724
- The Polish Independence March as a Contact Hub and a Model for European Extremism – Counter Extremism Project, Nowy Jork – Berlin 2023
- Śmierć Wrogom Ojczyzny. Anatomia polityczna uczestników Marszu Niepodległości – Książka i Prasa, Warszawa 2023, ISBN  9788366615328
- Szpryca i Czipowanie. Polityczny wymiar ruchów sprzeciwu wobec obowiązku szczepień i sieci telefonii piątej generacji – Książka i Prasa, Warszawa 2024

### Zbiory rozmów
- Faszyzm, który nadchodzi[26] – Książka i Prasa, Warszawa 2023
- The Upcoming Fascism Książka i Prasa, Warszawa 2024, ISBN  9788366615212

### Publicystyka
- Partia rosyjska – Arbitror, Warszawa 2023, ISBN  9788366095496

## Nagrody i wyróżnienia
- II miejsce w konkursie Stowarzyszenia Pisarzy Polskich we Wrocławiu (2007)[27]
- finalista XIV Ogólnopolskiego Konkursu Poetyckiego im. Jacka Bierezina (2008)
- laureat XV Ogólnopolskiego Konkursu Poetyckiego im. Jacka Bierezina (2009)[28]
- nominowany do nagrody kulturalnej Gazety Wyborczej wARTo w dziedzinie literatura za arkusz Lekkie czasy ciężkich chorób (2009)[29]
- nominowany i finalista projektu Biura Literackiego Połów 2009[30]
- nominowany do nagrody kulturalnej Gazety Wyborczej wARTo w dziedzinie literatura za Mikrofestiwal (2015)[31]
- Chwała supermanom. Ideologia a popkultura – Lewicowa książką roku 2017[32]
- nominowany do nagrody kulturalnej Gazety Wyborczej wARTo w dziedzinie literatura za książkę eseistyczną Chwała supermanom. Ideologia a popkultura (2018)[33]